# روبرت لوري (سياسي)
روبرت لوري (بالإنجليزية: Robert Lowry) هو داعية وملحن وسياسي أمريكي، ولد في 10 مارس 1830 بمقاطعة تشيسترفيلد في الولايات المتحدة، وتوفي في 19 يناير 1910 بجاكسون في الولايات المتحدة. حزبياً، نشط في الحزب الديمقراطي. وقد انتخب حاكم ميسيسيبي ‏ (2 يناير 1882 – 13 يناير 1890).